# ブラックブック
『ブラックブック』（蘭: Zwartboek、英: Black Book）は、2006年のオランダの戦争サスペンス映画。ポール・バーホーベン監督が母国オランダに戻って製作した作品で、出演はカリス・ファン・ハウテンとセバスチャン・コッホなど。第二次世界大戦時、ナチス占領下のオランダを舞台にしている。PG-12指定。

## ストーリー
スエズ動乱直前のイスラエルで教師をしているラヘルは、オランダから観光に来た女性に声をかけられる。その人物は戦争終結間際のドイツで知り合ったロニーだった。再会をきっかけに戦時中のつらい思い出を振り返る。
ナチス・ドイツによる占領中のオランダで、ユダヤ人であるラヘルは隠れ家でひっそりと暮らしていたが、ある日、隠れ家が爆撃されてしまう。難を逃れたラヘルは、偶然居合わせた男の家へ身を寄せるが、そこへオランダ警察であるという男が現れ、すぐにドイツ兵がやってくるため逃げるよう警告する。その男の手引きで逃げることにしたラヘルは、離れ離れになっていた家族とともにまだドイツに占領されていない地域へ船で逃げようとするが、突然現れたドイツ兵に襲撃され家族を皆殺しにされる。
復讐を誓うラヘルは助けてくれたレジスタンスに加わり、名前もエリスに変える。無線機器を列車で運んでいた際に諜報部のトップであるムンツェ大尉と居合わせ、同乗することになる。これを縁に、ユダヤ人である事を隠してムンツェ大尉の愛人となり、ドイツ軍へ潜り込みスパイ活動を始める。

## キャスト
※括弧内は日本語吹替
- ラヘル・シュタイン/エリス・デ・フリース: カリス・ファン・ハウテン（高橋理恵子）
- ルートヴィヒ・ムンツェ親衛隊大尉: セバスチャン・コッホ（東地宏樹）
- ハンス・アッカーマン: トム・ホフマン（オランダ語版）（小山力也）
- ロニー: ハリナ・ライン（オランダ語版）（雨蘭咲木子）
- ギュンター・フランケン: ヴァルデマー・コブス（ドイツ語版）（廣田行生）
- 公証人スマール: ドルフ・デ・ヴリーズ（オランダ語版）（藤本譲）
- ヘルペン・カイパース: デレク・デ・リント（有本欽隆）
- ファン・ハイン: ピーター・ブロック（オランダ語版）（青山穣）
- ロブ: ミキール・ハースマン（竹若拓磨）

## 作品解説
善悪の彼岸に身を置くバーホーベン監督らしくナチスを完全な悪人として描かず、レジスタンスも善人ばかりとして描いていない。

## 作品の評価

### 映画批評家によるレビュー
Rotten Tomatoesによれば、批評家の一致した見解は「セックス、暴力、そして道徳的相対主義が激しく混じり合った『ブラックブック』は恥知らずなほど面白いメロドラマである。」であり、155件の評論のうち高評価は75%にあたる117件で、平均して10点満点中7.10点を得ている。
Metacriticによれば、34件の評論のうち、高評価は27件、賛否混在は3件、低評価は4件で、平均して100点満点中71点を得ている。

### 受賞歴
- 第34回サターン賞
  - インターナショナル映画賞 ノミネート
  - 主演女優賞  ノミネート （カリス・ファン・ハウテン）
- 第20回ヨーロッパ映画賞 女優賞ノミネート
- 2006年英国アカデミー賞 非英語作品賞ノミネート
- 第3回オースティン映画批評家協会賞　外国語映画賞
- 2007年度キネマ旬報読者選出外国映画ベスト・テン 第10位
- 2007年度映画秘宝ベスト・テン 第5位